# Eupithecia aduncata
Eupitecia aduncata es una especie de polilla de la familia Geometridae. La especie fue descrita por primera vez por Wilhelm Brandt en 1938 con distribución en Irán. El holotipo de la especie fue descrita en los alrededores del fuerte Sine-Sefid, al sur del monte Zagros de la Provincia de Fars.